# James Shaw (pallavolista)
James Shaw (Woodside, 5 marzo 1994) è un pallavolista statunitense, nel ruolo di palleggiatore.

## Biografia
Nato a Woodside in California, proviene da una famiglia molto legata alla pallavolo: è infatti figlio di Don Shaw, ex allenatore sia della squadra femminile che della squadra maschile della Stanford University, mentre sua sorella Jordan ha giocato a pallavolo per il Saint Mary's College of California.

## Carriera

### Club
La carriera di James Shaw inizia a livello scolastico, quando entra a far parte della Saint Francis HS. Al termine delle scuole superiori, entra a far parte della squadra di pallavolo maschile della Stanford: partecipa alla NCAA Division I dal 2013 al 2016, arrivando fino in finale nell'edizione 2014 e ricevendo diversi riconoscimenti individuali; durante il suo junior year salta metà della stagione a causa di un infortunio, disputando solo quattordici incontri, nei quali, oltre a giocare nel suo ruolo naturale di palleggiatore, si disimpegna anche come schiacciatore.
Nella stagione 2016-17 firma il suo primo contratto professionistico, approdando nella Superlega italiana con il Padova, mentre nella stagione seguente difende i colori della Sir Safety Perugia, con cui vince la Supercoppa italiana, la Coppa Italia e lo scudetto. Dopo aver annunciato il ritiro temporaneo dall'attività agonistica per completare gli studi alla Stanford, nel febbraio 2019 viene ingaggiato dai polacchi dello ZAKSA, con cui disputa la seconda parte della Polska Liga Siatkówki 2018-19 nell'inedito ruolo di opposto; tuttavia la sua permanenza nel club polacco dura solo per alcune settimane a causa di un infortunio.
Torna quindi in campo nel campionato 2019-20, difendendo i colori del Narbonne nella Ligue A francese; termina anzitempo anche questa esperienza, lasciando il club nel novembre 2019, dopo aver rimediato una frattura alla mano sinistra. Nel campionato seguente fa ritorno nella massima divisione italiana, questa volta ingaggiato dalla You Energy; anche in questo caso però, dopo qualche mese, lascia il club. 
Viene poi ingaggiato nella stagione 2022-23 dall'Herrsching, con il quale prende parte alla 1. Bundesliga tedesca, nuovamente nel ruolo di palleggiatore.

### Nazionale
Fa parte della nazionale under 19, aggiudicandosi la medaglia di bronzo alla Coppa panamericana 2011, e della nazionale under 21, con la quale vince la medaglia d'oro al campionato nordamericano 2012.
Debutta con la nazionale maggiore nel 2019, conquistando la medaglia di bronzo alla Coppa del Mondo. Nel 2022 torna a giocare nel ruolo di palleggiatore, conquistando la medaglia di bronzo alla Coppa panamericana.

## Palmarès

### Club
- Campionato italiano: 1

2017-18
- Coppa Italia: 1

2017-18
- Supercoppa italiana: 1

2017

### Nazionale (competizioni minori)
- Coppa panamericana under 19 2011
- Campionato nordamericano under 21 2012
- Coppa panamericana 2022

### Premi individuali
- 2014 - All-America Second Team
- 2014 - NCAA Division I: All-Tournament Team
- 2016 - All-America First Team